# Юбилейнинское муниципальное образование (Иркутская область)
Юбилейнинское муниципальное образование — муниципальное образование со статусом сельского поселения в
Киренском районе Иркутской области России. Административный центр — поселок Юбилейный.

## Демография
По результатам Всероссийской переписи населения 2010 года
численность населения муниципального образования составила 642 человека, в том числе 333 мужчины и 309 женщин.

## Населённые пункты
В состав муниципального образования входят населённые пункты
- Юбилейный
- Вишнякова
- Кондрашина
- Чечуйск[2]